# 小行星11997
小行星11997（11997 Fassel）是一颗绕太阳运转的小行星，为主小行星带小行星。该小行星于1995年12月18日发现。

## 轨道参数
小行星11997的轨道半长轴为3.0063991 UA，离心率为0.07。